# Nordheim-Kyte
Nordheim-Kyte är en tätort i Voss kommun i Vestland fylke i västra Norge. Orten ligger där fylkesväg 5388 och fylkesväg 5390 möts, cirka nio kilometer nordöst om kommunens centralort Vossevangen.